# Міхалув (Скаржиський повіт)
Міхалув (пол. Michałów) — село в Польщі, у гміні Скаржисько-Косьцельне Скаржиського повіту Свентокшиського воєводства.
Населення — 263 особи (2011).
У 1975-1998 роках село належало до Келецького воєводства.

## Демографія
Демографічна структура на день 31 березня 2011 року:
|          | Загалом | Допрацездатний вік | Працездатний вік | Постпрацездатний вік |
| -------- | ------- | ------------------ | ---------------- | -------------------- |
| Чоловіки | 133     | 21                 | 102              | 10                   |
| Жінки    | 130     | 20                 | 79               | 31                   |
| Разом    | 263     | 41                 | 181              | 41                   |